# Cerro Chorolque
Cerro Chorolque är ett berg i Bolivia.   Det ligger i departementet Potosí, i den södra delen av landet, 220 km söder om huvudstaden Sucre. Toppen på Cerro Chorolque är 5 465 meter över havet. Cerro Chorolque ingår i Cerro Agua y Castilla.
Terrängen runt Cerro Chorolque är kuperad söderut, men norrut är den bergig. Cerro Chorolque är den högsta punkten i trakten. Runt Cerro Chorolque är det mycket glesbefolkat, med 3 invånare per kvadratkilometer.. Närmaste större samhälle är Santa Bárbara, 1,4 km väster om Cerro Chorolque.
Omgivningarna runt Cerro Chorolque är i huvudsak ett öppet busklandskap.